# Elementarna čestica
Elementarna čestica ili temeljna čestica spada u podgrupu subatomskih čestica i odlikuje se najvećim stupnjem elementarnosti (temeljnosti). Temeljnost novootkrivenih subatomskih čestica ovisi o tom imaju li strukturu, mogu li se sastaviti od već postojećih čestica ili se mogu svesti na već poznate čestice. Prema standardnom modelu čestica smatra se da 12 temeljnih čestica izgrađuje svu tvar u svemiru: leptoni (elektron, mion, tauon i njima pripadajući neutrini) i kvarkovi. Prijenosnici međudjelovanja između čestica tvari su bozoni: fotoni, gluoni, W-bozoni, Z-bozoni i Higgsovi bozoni. 
Kvarkovi i leptoni raspoređeni u parove koji čine tri naraštaja (generacije ili obitelji): 
- elektron (e) i njegov neutrino νe te gornji (u) i donji (d) kvark;
- mion (μ) i njegov neutrino νμ te čarobni ili šarmantni (c) kvark i strani ili čudni (s) kvark;
- tauon (τ) i njegov neutrino ντ te dubinski (b) kvark ili kvark ljepote i vršni (t) kvark ili kvark istine.

Sva je tvar građena od lakih temeljnih čestica prvoga naraštaja, dok se teži kvarkovi pronalaze u sudarima u ubrzivačima čestica ili kozmičkom zračenju. Te čestice nose naboje koji su izvori temeljnih sila (fundamentalne interakcije) i u tom je glavno značenje njihove temeljnosti. Danas su te sile opisane standardnom teorijom čestica i sila.

## Objašnjenje
Elementarne, temeljne čestice ili subatomske čestice su u fizici čestice koje nemaju unutarnju strukturu, to jest nisu građene od manjih čestica. Prema modernoj teoriji fizike elementarnih čestica (standardni model), elementarne su čestice kvarkovi, leptoni i baždarni bozoni. Prema tome, imamo sljedeće elementarne čestice sa svojim antičesticama:
- fermioni:
  - kvarkovi - gornji kvark, gornji antikvark,donji kvark, donji antikvark, čarobni kvark, čarobni antikvark, strani kvark, strani antikvark, vršni kvark, vršni antikvark, dubinski kvark, dubinski antikvark;
  - leptoni - elektron, pozitron, mion, antimion, tauon, antitauon, elektronski neutrino, elektronski antineutrino, mionski neutrino, mionski antineutrino, tau neutrino, antitau neutrino;
- bozoni:
  - baždarni bozoni - foton, gluon, W i Z bozoni:
  - ostali bozoni - Higgsov bozon, graviton.

Prema starijoj teoriji, koja nije poznavala kvarkove i dok nije bila potpuno poznata struktura atoma, elementarne su čestice bili i hadroni (barioni kao što su proton i neutron, te mezoni).
| Leptoni              |                 |                  |                  |                  |                  |
| Prva generacija      | Prva generacija | Druga generacija | Druga generacija | Treća generacija | Treća generacija |
| Ime                  | Simbol          | Ime              | Simbol           | Ime              | Simbol           |
| elektron             | e−              | mion             | μ−               | tau              | τ−               |
| elektronski neutrino | νe              | mionski neutrino | νμ               | tau neutrino     | ντ               |
| Kvarkovi             |                 |                  |                  |                  |                  |
| Prva generacija      | Prva generacija | Druga generacija | Druga generacija | Treća generacija | Treća generacija |
| gornji kvark         | u               | čarobni kvark    | c                | vršni kvark      | t                |
| donji kvark          | d               | strani kvark     | s                | dubinski kvark   | b                |

| Antileptoni              |                 |                      |                  |                    |                  |
| Prva generacija          | Prva generacija | Druga generacija     | Druga generacija | Treća generacija   | Treća generacija |
| Ime                      | Simbol          | Ime                  | Simbol           | Ime                | Simbol           |
| Antielektron (pozitron)  | e+              | Antimion             | μ+               | Antitau            | τ+               |
| elektronski antineutrino | νe              | mionski antineutrino | νμ               | tau antineutrino   | ντ               |
| Antikvarkovi             |                 |                      |                  |                    |                  |
| Prva generacija          | Prva generacija | Druga generacija     | Druga generacija | Treća generacija   | Treća generacija |
| gornji antikvark         | u               | čarobni antikvark    | c                | vršni antikvark    | t                |
| donji antikvark          | d               | strani antikvark     | s                | dubinski antikvark | b                |